# Betula coriaceifolia
Betula coriaceifolia — вид квіткових рослин з родини березових (Betulaceae). Росте в центральній Азії.

## Біоморфологічна характеристика
Це невелике деревце.

## Поширення й екологія
Цей вид є ендеміком Казахстану. Росте в нижній частині долини річки в березовому лісі. Відомо один екземпляр з висоти 2500 м.

## Загрози й охорона
Немає повідомлень про загрози та заходи щодо збереження цього виду.